# Jaan Kiivit junior
Jaan Kiivit (jun.) (* 19. Februar 1940 in Rakvere, Estland; † 31. August 2005 in Sankt Petersburg, Russland) war ein evangelischer Theologe und Erzbischof der Estnischen Evangelisch-Lutherischen Kirche mit Sitz in Tallinn.
Jaan Kiivit, der Sohn des früheren estnischen Erzbischofs Jaan Kiivit (sen.), wurde 1966 durch seinen Vater ordiniert und wirkte fast dreißig Jahre als Pfarrer der Heilig-Geist-Kirche in Tallinn. Im Jahre 1994 wurde er zum Erzbischof der Estnischen Evangelisch-Lutherischen Kirche (EELK) gewählt und hatte das Amt bis zu seinem Ruhestand im Februar 2005 inne. Sein Nachfolger wurde Andres Põder.
Jaan Kiivit (jun.) starb in Sankt Petersburg auf dem Weg zu einem Empfang anlässlich der Verabschiedung und des 80. Geburtstages des Erzbischofs Georg Kretschmar, geistliches Oberhaupt der Evangelisch-Lutherischen Kirche in Russland, der Ukraine, in Kasachstan und Mittelasien (ELKRAS).
Seit 1980 bereits war Jaan Kiivit (jun.) im Bereich der Außen- und Partnerbeziehungen seiner estnischen Kirche tätig und damit verantwortliches Mitglied des Konsistoriums. Von 1980 bis 1994 war er Dozent für Praktische Theologie am Theologischen Institut der EELK in Tallinn.
| Personendaten    | Personendaten              |
| ---------------- | -------------------------- |
| NAME             | Kiivit, Jaan junior        |
| ALTERNATIVNAMEN  | Kiivit, Jaan jun.          |
| KURZBESCHREIBUNG | evangelischer Theologe     |
| GEBURTSDATUM     | 19. Februar 1940           |
| GEBURTSORT       | Rakvere, Estland           |
| STERBEDATUM      | 31. August 2005            |
| STERBEORT        | Sankt Petersburg, Russland |